# Мезенцев, Фёдор Владимирович
Фёдор Владимирович Мезенцев (род. 1989) — казахстанский конькобежец-спринтер. Участник Олимпийских игр 2014 и 2018 годов.

## Биография
Серебряный призёр Чемпионата Азии 2012 г. на дистанции 1500 м. Неоднократный призёр этапов Кубка Мира среди юниоров. Участник Этапов Кубка Мира, Чемпионатов Азии и Азиатских Игр-2011г. Лучший результат Чемпионат Азии-3 место.
Мастер спорта Республики Казахстан международного класса.
На Олимпийских играх 2014 года в Сочи участвовал на двух дистанциях, стал 33-м на 1000 и 35-м на дистанции 1500 метров.
Бронзовый призёр Азиатских Игр 2017 году, 3 место.
В 2018 году выступил за Казахстан на зимних Олимпийских Играх в Пхёнчхане, на дистанциях 500 метров и 1500 метров.